# Софиевка (Башкортостан)
Софиевка (баш. Софиевка) — деревня в Миякинском районе Республики Башкортостан Российской Федерации. Входит в состав Карановского сельсовета. 

## География

### Географическое положение
Расстояние до:
- районного центра (Киргиз-Мияки): 28 км,
- центра сельсовета (Каран-Кункас): 20 км,
- ближайшей ж/д станции (Аксёново): 56 км.

## Население
| 2002 | 2009 | 2010 |
| ---- | ---- | ---- |
| 201  | ↘183 | ↘136 |

Национальный состав
Согласно переписи 2002 года, преобладающая национальность — башкиры (42 %).